# Tha Playah

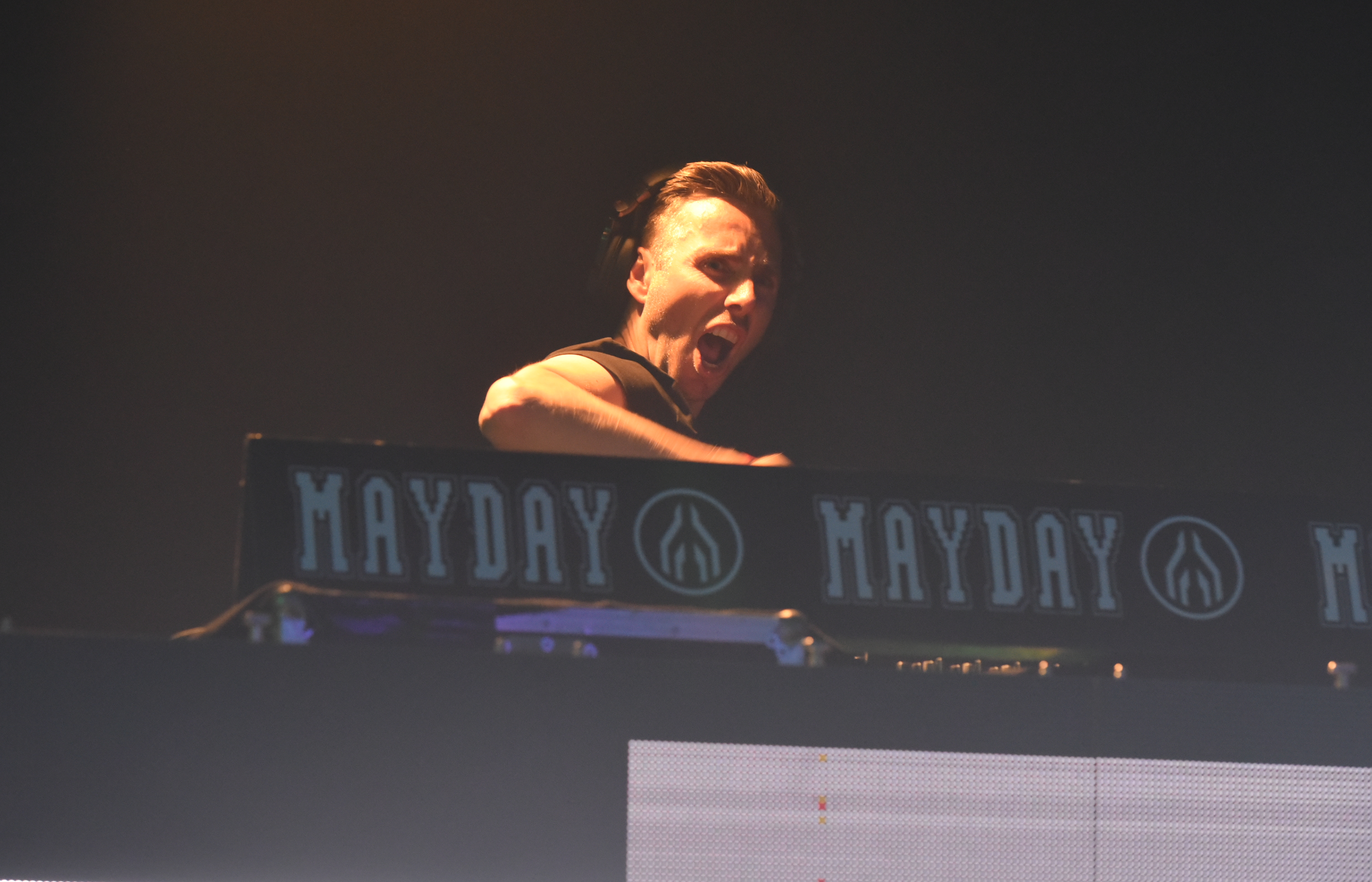
Tha Playah @ Mayday 2019

Jim "Tha Playah" Hermsen (23 juni 1982) is een Nederlandse hardcoreproducer en dj uit Nijmegen. Hij stond onder contract bij Neophyte Records en Rotterdam Records. In 2019 is hij zijn eigen label begonnen, State of Anarchy. Hij staat erom bekend veelvuldig gebruik te maken van rap samples/vocals. Voorbeelden hiervan zijn Tha Bounce en Fuck the Fame. Zijn tracks bevatten ook vaak aanstekelijke melodieën en is daarom populaire muziek op veel hardcore feesten. Tha Playah staat ook bekend binnen de hardcore-scene om zijn agressieve, harde en snelle stijl die gecombineerd wordt met opzwepende en hoge melodielijnen bestaande uit een scherpe klank.

## Discografie
- Hit 'Em (2002, Neophyte Records)
- Mastah Of Shock (2003, Neophyte Records)
- Weird Shit (2003, Neophyte Records)
- Fuck.Tha.Fame (Fragment 1) (2004, Neophyte Records)
- Fuck.Tha.Fame (Fragment 2) (2004, Neophyte Records)
- Clit.Com (Remixes) (2005, Enforced Records)
- Enter The Time Machine (2006, Rotterdam Records Special)
- Fucking Weird Titties and Clits (2008, Neophyte Records)
- The Rule Of Cool (2006, Neophyte Records)
- I Call Tha Shots (2007, Neophyte Records)
- Cold As Me (2008, Neophyte Records)
- Still Nr. 1 (2008, Neophyte Records)
- The Ultimate Project (2008, Rotterdam Records)
- I'm In A Nightmare (2009, Rotterdam Records)
- Walking the Line (2009, Neophyte Records)
- Dicks, Pussy's And Assholes (2009, Neophyte Records)
- My Misery (2009, Neophyte Records)
- The Easy Way (2009, Neophyte Records)
- On the edge (2011, Neophyte Records)
- Clockwork  (2011, Neophyte Records)
- Open (Upside Down) (2012, Neophyte Records)

## Albums
- The Greatest Clits (2006, Neophyte Records)
- Walking The Line (2009, Neophyte Records)
- Sick And Twisted (2019, State of Anarchy)